# کاترین کرابه

کاترین کرابه (انگلیسی: Katrin Krabbe؛ زادهٔ ۲۲ نوامبر ۱۹۶۹) یک ورزشکار اهل آلمان است.